# Christiane Doll
Christiane Doll (* 20. September 1957 in Ovenstädt) ist eine deutsche Politikerin der SPD und war von 1994 bis 1998 Mitglied im Landtag von Sachsen-Anhalt.

## Leben und Beruf
Nach dem Abitur 1976 begann sie eine Ausbildung zur Einzelhandelskauffrau. Anschließend war sie als Abteilungsleiterin in einem Warenhausunternehmen tätig, bevor sie ein Studium der Wirtschaftswissenschaften absolvierte. Nach der bestandenen Laufbahnprüfung erhielt sie den Hochschulgrad „Diplom-Verwaltungswirtin“ und trat in den Postdienst ein.
Doll ist verheiratet und hat zwei Kinder.

## Partei
Seit 1981 ist sie Mitglied der SPD. Sie war Vorsitzende des SPD-Ortsvereins Stößen im Burgenlandkreis und ist mittlerweile Vorsitzende des SPD-Unterbezirks Ostprignitz-Ruppin.

## Abgeordnete
Doll war Abgeordnete im Landtag von Sachsen-Anhalt und vertrat den Wahlkreis Naumburg und war Mitglied im Ausschuss für Ernährung, Landwirtschaft und Forsten sowie im Ausschuss für Finanzen.

## Quelle
- Landtag von Sachsen-Anhalt. 2. Wahlperiode 1994–1998. Neue Darmstädter Verlagsanstalt.

| Personendaten    | Personendaten                   |
| ---------------- | ------------------------------- |
| NAME             | Doll, Christiane                |
| KURZBESCHREIBUNG | deutsche Politikerin (SPD), MdL |
| GEBURTSDATUM     | 20. September 1957              |
| GEBURTSORT       | Ovenstädt                       |